# Les Verts Pâturages (film, 1936)
Pour les articles homonymes, voir Les Verts Pâturages.
Pour plus de détails, voir Fiche technique et Distribution.
Les Verts Pâturages (The Green Pastures) est un film américain réalisé par Marc Connelly et William Keighley, sorti en 1936.

## Synopsis
Dieu éprouve l'Humanité dans cette reconstitution d'histoires bibliques se déroulant dans le monde du folklore noir américain.

## Fiche technique
- Titre : Les Verts Pâturages
- Titre original : The Green Pastures
- Réalisateurs : Marc Connelly et William Keighley
- Scénario : Marc Connelly et Sheridan Gibney (non crédité), d'après la pièce The Green Pastures de Marc Connelly, créée à Broadway en 1930, et le roman Ol' Man Adam an' His Chillun de Roark Bradford (en)
- Musique : Erich Wolfgang Korngold (non crédité) / Hall Johnson gospels
- Directeur de la photographie : Hal Mohr
- Direction artistique : Stanley Fleischer et Allen Saalburg
- Costumes : Milo Anderson (non crédité)
- Montage : George Amy
- Producteur : Jack Warner (non crédité), pour Warner Bros.
- Pays de production :  États-Unis
- Format : Noir et blanc
- Genre : Film dramatique
- Durée : 93 minutes
- Date de sortie :
  - États-Unis : 16 juillet 1936

## Distribution

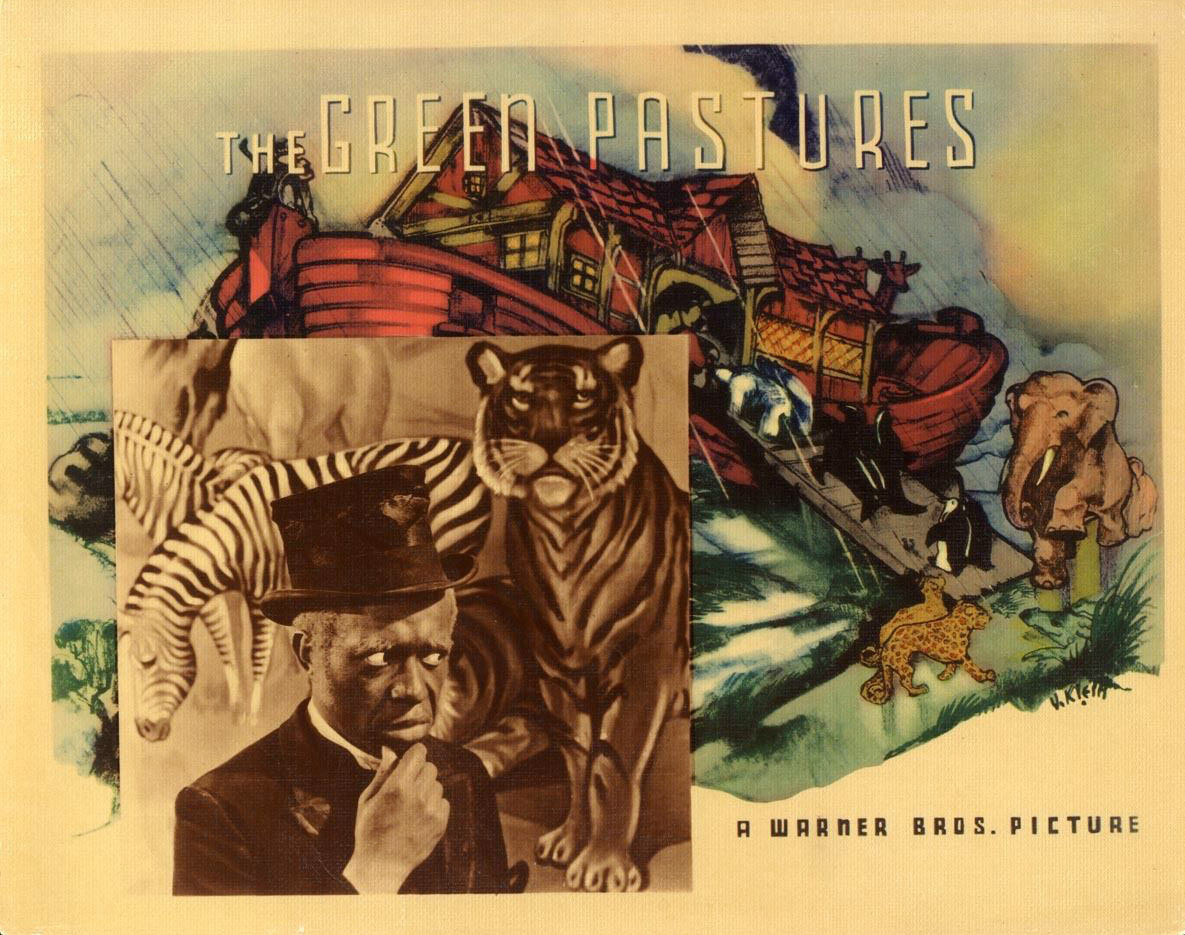
Poster promotionnel, avec Eddie Anderson

(Afro-Américains exclusivement) 
Acteurs crédités, dans l'ordre du générique
- Rex Ingram : Adam / 'De Lawd' / Hezdrel
- Oscar Polk : Gabriel
- Eddie 'Rochester' Anderson : Noé
- Frank Wilson : Moïse / Sexton
- George Reed : M. Deshee / Aaron
- Abraham Gleaves : Archange
- Myrtle Anderson : Ève
- Al Stokes : Caïn
- Edna M. Harris : Zeba
- James Fuller : Caïn le sixième
- George Randol : Grand Prêtre
- Ida Forsyne : Mme Noé
- Ray Martin : Sem
- Charles Andrews (crédité Chas. Andrews) :  'Flatfoot' / Joueur
- Dudley Dickerson : Cham
- Jimmy Burress : Japhet
- Billy Cumby (crédité William Cumby) : Abraham / Roi de Babylone / Magicien
- Ivory Williams : Jacob
- David Bethea : Aaron
- Ernest Whitman : Pharaon
- Reginald Fenderson : Josué
- Slim Thompson : Maître de cérémonies / L'Homme sur Terre
- Clinton Rosemond : Prophète

Et, parmi les acteurs non crédités
- John Larkin : Sexton
- Etta McDaniel : Perturbatrice sur l'Arche
- Membres du Hall Johnson Choir, dont Jester Hairston

## Autour du film
À sa sortie en 1936, le film heurta les « censeurs catholiques »[réf. souhaitée].